# Parmetta
La Parmetta (Parmèta in parmigiano) è un canale artificiale dell'Italia settentrionale, affluente di sinistra dell'Enza. 
Il corso d'acqua drena i terreni più bassi della pianura compresa tra il fiume Po e il torrente Parma ed il torrente Enza e al tempo stesso viene utilizzato per l'irrigazione dei terreni circostanti. Il canale fa parte dei corsi d'acqua pubblici segnalati come meritevoli di tutela dalla regione Emilia-Romagna.
Il poeta dialettale parmigiano Alfredo Zerbini ha composto una poesia intitolata La Parmèta che descrive il canale e il suo ambiente.

## Corso
Inizia il suo corso nelle campagne di Mazzabue nel comune di Colorno. Successivamente lambisce i terreni di Campogrande dove funge da confine tra Colorno e Mezzani, entra quindi nel comune di Sorbolo Mezzani di cui attraversa l'area industriale a sud dell'abitato di Casale. Prosegue verso est in direzione di Mezzano Inferiore, nei cui pressi si immettono prima il Cavo Gambina e a breve distanza il canale Naviglio nuovo; da questo punto in poi, prima della loro fusione, delimita il confine tra i comuni di Mezzani e Sorbolo. Presso Bocca d'Enza, si trova l'impianto idrovoro della chiavica del Balano; superato l'abitato il canale si immette nel torrente Enza.
Il canale è collegato tramite il cavo Bigone alla Parma Morta paleoalveo abbandonato del torrente Parma,  area di interesse naturalistico. La Parmetta durante il periodo estivo garantisce l'apporto idrico necessario per mantenere un livello costante di acqua all'interno della riserva.

### Evoluzione storica
Con la nascita in epoca medievale dei primi insediamenti dei Mezzani e di Casale si rese necessario operare una bonifica del territorio.  Si trattava di terreni di origine alluvionale, di recente formazione e per questo soggetti a ristagno delle acque.  La Parmetta inizialmente venne scavata con lo scopo di drenare i terreni più elevati su cui sorgevano i centri abitati. Il suo antico tracciato in prossimità dei Mezzani segnava il confine tra l'allora feudo del Vescovo di Parma a nord e i territori del Ducato di Parma a sud. Non è dato a sapere quando venne realizzato ma le carte della Congregazione dei cavamenti già nel XVI secolo lo definivano come antiquissimo canale della Parmetta.

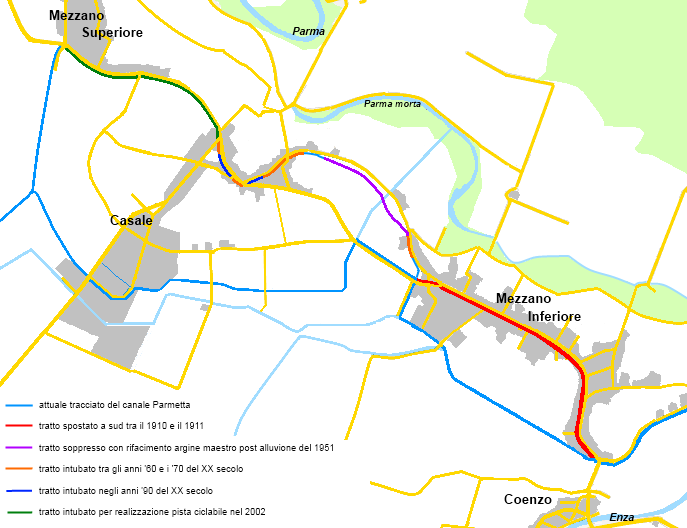
Il tracciato dell'antico corso del canale

Nel 1564 il duca Ottavio Farnese si accordò col vescovo Alessandro Sforza per immettere nella Parmetta anche le acque provenienti dai terreni di Mazzabue di Colorno recentemente bonificati, accrescendo in tal modo la portata del corso d'acqua. I lavori furono affidati all’architetto Gian Battista Fornovo che fece anche realizzare una chiavica allo sbocco nella Parmetta delle acque della nuova bonifica. Nel 1574 e nel 1586 vennero effettuati ulteriori interventi sul canale. Tuttavia 3 anni dopo i sedimenti apportati da una piena del Po ostruirono il deflusso delle acque nell'Enza. Il vescovo di Parma non permise ai tecnici ducali l'attraversamento del suo feudo per verificare il da farsi e la situazione rimase immutata per qualche anno.

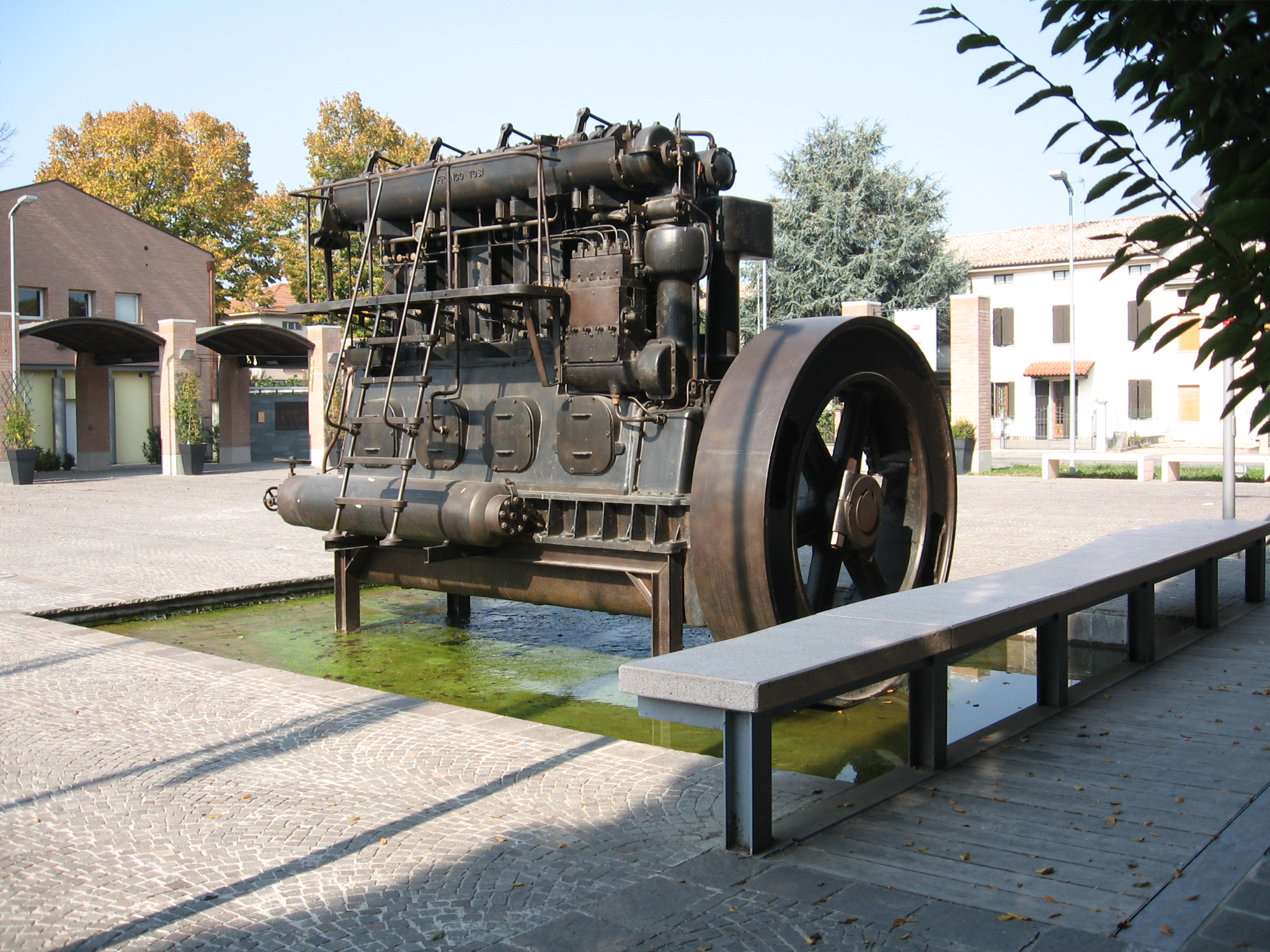
Il machinòn, il primo motore dell’impianto idrovoro di Bocca d’Enza ora in piazza Belli a Mezzano Inferiore

Alla fine del XVI secolo il Po iniziò un'attività di progressiva erosione della sponda parmense al punto di avvicinarsi molto pericolosamente all'argine maestro nel punto intermedio tra Mezzano Superiore e Mezzano Inferiore. Nel giro di pochi anni, si verificarono alcune inondazioni che costrinsero a ricostruire il terrapieno più a sud in corrispondenza del punto critico, interrompendo il corso della Parmetta. Si tentò di fare confluire le acque provenienti da Campogrande, Mazzabue direttamente nella Parma  ma con scarso successo, le basse terre del colornese rimasero periodicamente sommerse dalle acque stagnanti. Negli anni successivi il Po modificò il suo percorso depositando banchi di sabbia nei pressi della riva prima soggetta ad erosione. Nel 1603 l'ingegnere Smeraldo Smeraldi, tecnico della Congregazione dei cavamenti si occupò della razionalizzazione del sistema idraulico della zona ripristinando il corso della Parmetta immediatamente a sud del tratto interrotto dall'argine maestro.
Nelle basse terre del colornese tuttavia tornarono periodicamente a permanere le acque stagnanti, tanto che nell'800 in quest'area prese piede la risicoltura. Il problema fu risolto solo con la costituzione del Consorzio di bonifica Parma/Enza nel 1905, l'edificazione di una centrale idrovora presso la chiavica del Balano a Bocca d'Enza e lo spostamento verso sud del tratto del cavo Parmetta presso Mezzano Inferiore tra il 1910 e il 1911.